# Hrabivka, Volodarsk-Volînskîi
Hrabivka (în ucraineană Грабівка) este un sat în comuna Rîjanî din raionul Volodarsk-Volînskîi, regiunea Jîtomîr, Ucraina.

## Demografie
Componența lingvistică a localității Hrabivka
     Ucraineană (100%)
Conform recensământului din 2001, toată populația localității Hrabivka era vorbitoare de ucraineană (100%).